# إدغار وايت
إدغار وايت (بالإنجليزية: Edgar White)‏ هو ربان ‏ أمريكي، ولد في 17 نوفمبر 1929 في مانهاتن في الولايات المتحدة، وتوفي في 7 يناير 2014 في مانتولوكينغ في الولايات المتحدة.

## وصلات خارجية
- إدغار وايت على موقع الاتحاد الدولي للملاحة الشراعية (موقع جديد) (الإنجليزية)
- إدغار وايت على موقع الاتحاد الدولي للملاحة الشراعية (موقع قديم) (الإنجليزية)
- إدغار وايت على موقع اللجنة الأولمبية الدولية (الإنجليزية)
- إدغار وايت على موقع أوليمبيديا (الإنجليزية)